# Partido Operário de Unidade Socialista
O Partido Operário de Unidade Socialista (POUS) é uma associação política portuguesa que tem origem no extinto partido trotskista homónimo.
O POUS defende a ruptura com a União Europeia e a proibição dos despedimentos. É a secção portuguesa da Quarta Internacional (La Verité) e edita o jornal O Militante Socialista e a Revista A Verdade.

## História
O POUS foi fundado por Aires Rodrigues e Carmelinda Pereira em 1979, pouco depois de, em 1977, terem sido expulsos do Partido Socialista, cujo rumo contestavam. Segundo estas duas figuras, as linhas de orientação do PS estavam mais próximas dos partidos de direita do que dos partidos de esquerda.

### O Movimento para a Unidade dos Trabalhadores (MUT)

Em 1994 o POUS passou a chamar-se Movimento para a Unidade dos Trabalhadores (MUT) em virtude da alteração da denominação, sigla e símbolo do partido, tendo concorrido a eleições em 1994 e 1995. O seu símbolo consistia num rectangulo branco com a incrição "MUT".

### O Partido Operário de Unidade Socialista (POUS)
Em 1999 é retomada a denominação, sigla e símbolos originários.
O POUS tem atraído poucos votos nas eleições a que concorreu. Nas eleições europeias parlamentares de 2009, o POUS foi o partido menos votado com 5 177 votos e 0,15%, menos de metade dos votos dos partido classificado imediatamente acima; embora tenha crescido relativamente aos votos (4 275 votos) que atingiu nas eleições europeias parlamentares de 2004 caiu 0,02% na percentagem de votos expressos. Permanece muito residual, a sua popularidade entre os eleitores portugueses, assim em  2011 apenas obteve 4.601 votos (0,08% dos votos), não tendo eleito qualquer deputado.
Em 2011 foi criada a Juventude Pela Revolução, ala jovem do POUS.

### Associação Política
A 10 de dezembro de 2020, com efeitos retroativos a 16 de novembro de 2020, o Tribunal Constitucional procedeu à dissolução do POUS e ao cancelamento do seu registo, após a realização do XII Congresso do partido, a 14 de novembro de 2020, no qual se deliberou extinguir o POUS e convertê-lo na associação política POUS - Política Operária de Unidade Socialista.

## Resultados eleitorais

### Eleições legislativas
| Data | Líder                                               | CI.                                                 | Votos                                               | %                                                   | +/-                                                 | Deputados                                           | +/-                                                 | Status                                              | Notas                                               |
| ---- | --------------------------------------------------- | --------------------------------------------------- | --------------------------------------------------- | --------------------------------------------------- | --------------------------------------------------- | --------------------------------------------------- | --------------------------------------------------- | --------------------------------------------------- | --------------------------------------------------- |
| 1979 | Carmelinda Pereira                                  | 9.º                                                 | 12 713                                              | 0,21 / 100,0                                        |                                                     | 0 / 250                                             |                                                     | Extra-parlamentar                                   |                                                     |
| 1980 | Carmelinda Pereira                                  | 5.º                                                 | 83 095                                              | 1,38 / 100,0                                        | 1,17                                                | 0 / 250                                             | Estável                                             | Extra-parlamentar                                   | Em coligação com o PST                              |
| 1983 | Carmelinda Pereira                                  | 10.º                                                | 19 657                                              | 0,34 / 100,0                                        | 1,04                                                | 0 / 250                                             | Estável                                             | Extra-parlamentar                                   |                                                     |
| 1985 | Carmelinda Pereira                                  | 10.º                                                | 19 085                                              | 0,33 / 100,0                                        | 0,01                                                | 0 / 250                                             | Estável                                             | Extra-parlamentar                                   |                                                     |
| 1987 | Carmelinda Pereira                                  | 13.º                                                | 9 185                                               | 0,16 / 100,0                                        | 0,17                                                | 0 / 250                                             | Estável                                             | Extra-parlamentar                                   |                                                     |
| 1991 | Não concorreu                                       | Não concorreu                                       | Não concorreu                                       | Não concorreu                                       | Não concorreu                                       | Não concorreu                                       | Não concorreu                                       | Não concorreu                                       | Não concorreu                                       |
| 1995 | Carmelinda Pereira                                  | 12.º                                                | 2 544                                               | 0,04 / 100,0                                        |                                                     | 0 / 230                                             |                                                     | Extra-parlamentar                                   |                                                     |
| 1999 | Carmelinda Pereira                                  | 11.º                                                | 4 104                                               | 0,08 / 100,0                                        | 0,04                                                | 0 / 230                                             | Estável                                             | Extra-parlamentar                                   |                                                     |
| 2002 | Carmelinda Pereira                                  | 11.º                                                | 4 316                                               | 0,07 / 100,0                                        | 0,01                                                | 0 / 230                                             | Estável                                             | Extra-parlamentar                                   |                                                     |
| 2005 | Carmelinda Pereira                                  | 10.º                                                | 5 535                                               | 0,10 / 100,0                                        | 0,03                                                | 0 / 230                                             | Estável                                             | Extra-parlamentar                                   |                                                     |
| 2009 | Carmelinda Pereira                                  | 15.º                                                | 4 632                                               | 0,08 / 100,0                                        | 0,02                                                | 0 / 230                                             | Estável                                             | Extra-parlamentar                                   |                                                     |
| 2011 | Carmelinda Pereira                                  | 15.º                                                | 4 572                                               | 0,08 / 100,0                                        | Estável                                             | 0 / 230                                             | Estável                                             | Extra-parlamentar                                   |                                                     |
| 2015 | Não concorreu, mas apoiou o Livre/Tempo de Avançar. | Não concorreu, mas apoiou o Livre/Tempo de Avançar. | Não concorreu, mas apoiou o Livre/Tempo de Avançar. | Não concorreu, mas apoiou o Livre/Tempo de Avançar. | Não concorreu, mas apoiou o Livre/Tempo de Avançar. | Não concorreu, mas apoiou o Livre/Tempo de Avançar. | Não concorreu, mas apoiou o Livre/Tempo de Avançar. | Não concorreu, mas apoiou o Livre/Tempo de Avançar. | Não concorreu, mas apoiou o Livre/Tempo de Avançar. |
| 2019 | Não concorreu                                       | Não concorreu                                       | Não concorreu                                       | Não concorreu                                       | Não concorreu                                       | Não concorreu                                       | Não concorreu                                       | Não concorreu                                       | Não concorreu                                       |

### Eleições europeias
| Data | Cabeça de Lista    | CI.           | Votos         | %             | +/-           | Deputados     | +/-           |
| ---- | ------------------ | ------------- | ------------- | ------------- | ------------- | ------------- | ------------- |
| 1987 | Não concorreu      | Não concorreu | Não concorreu | Não concorreu | Não concorreu | Não concorreu | Não concorreu |
| 1989 |                    | 11.º          | 11 182        | 0,27 / 100,0  |               | 0 / 24        |               |
| 1994 | Carmelinda Pereira | 14.º          | 2 893         | 0,10 / 100,0  | 0,17          | 0 / 25        | Estável       |
| 1999 |                    | 10.º          | 5 565         | 0,16 / 100,0  | 0,06          | 0 / 25        | Estável       |
| 2004 |                    | 13.º          | 4 275         | 0,13 / 100,0  | 0,03          | 0 / 24        | Estável       |
| 2009 | Carmelinda Pereira | 13.º          | 5 177         | 0,15 / 100,0  | 0,02          | 0 / 22        | Estável       |
| 2014 | Carmelinda Pereira | 16.º          | 3 695         | 0,11 / 100,0  | 0,04          | 0 / 21        | Estável       |
| 2019 | Não concorreu      | Não concorreu | Não concorreu | Não concorreu | Não concorreu | Não concorreu | Não concorreu |

### Eleições presidenciais
| Data | Candidato apoiado        | 1ª Volta                 | 1ª Volta                 | 1ª Volta                 | 2ª Volta                 | 2ª Volta                 | 2ª Volta                 | Notas                                          |
| Data | Candidato apoiado        | CI.                      | Votos                    | %                        | CI.                      | Votos                    | %                        | Notas                                          |
| ---- | ------------------------ | ------------------------ | ------------------------ | ------------------------ | ------------------------ | ------------------------ | ------------------------ | ---------------------------------------------- |
| 1980 | Aires Rodrigues          | 6.º                      | 12 745                   | 0,12 / 100,00            |                          |                          |                          |                                                |
| 1986 | Carmelinda Pereira       |                          |                          |                          |                          |                          |                          | Candidatura rejeitada.                         |
| 1991 | Nenhum candidato apoiado | Nenhum candidato apoiado | Nenhum candidato apoiado | Nenhum candidato apoiado | Nenhum candidato apoiado | Nenhum candidato apoiado | Nenhum candidato apoiado |                                                |
| 1996 | Nenhum candidato apoiado | Nenhum candidato apoiado | Nenhum candidato apoiado | Nenhum candidato apoiado | Nenhum candidato apoiado | Nenhum candidato apoiado | Nenhum candidato apoiado |                                                |
| 2001 | Nenhum candidato apoiado | Nenhum candidato apoiado | Nenhum candidato apoiado | Nenhum candidato apoiado | Nenhum candidato apoiado | Nenhum candidato apoiado | Nenhum candidato apoiado |                                                |
| 2006 | Carmelinda Pereira       |                          |                          |                          |                          |                          |                          | Não apresentou o número mínimo de assinaturas. |
| 2011 | Nenhum candidato apoiado | Nenhum candidato apoiado | Nenhum candidato apoiado | Nenhum candidato apoiado | Nenhum candidato apoiado | Nenhum candidato apoiado | Nenhum candidato apoiado |                                                |
| 2016 | Nenhum candidato apoiado | Nenhum candidato apoiado | Nenhum candidato apoiado | Nenhum candidato apoiado | Nenhum candidato apoiado | Nenhum candidato apoiado | Nenhum candidato apoiado |                                                |

### Eleições autárquicas
(Resultado que excluem os resultados de coligações envolvendo o partido)
| Data | CI.           | Votos         | %             | +/-           | Presidentes CM | +/-           | Vereadores    | +/-           | Assembleias Municipais | +/-           | Assembleias de Freguesias | +/-           |
| ---- | ------------- | ------------- | ------------- | ------------- | -------------- | ------------- | ------------- | ------------- | ---------------------- | ------------- | ------------------------- | ------------- |
| 1979 | 11.º          | 273           | 0,01 / 100,00 |               | 0 / 305        |               | 0 / 1 900     |               | Não concorreu          | Não concorreu | 1 / 40 110                |               |
| 1982 | 12.º          | 5 519         | 0,11 / 100,00 | 0,10          | 0 / 305        | Estável       | 0 / 1 913     | Estável       | 0 / 9 897              | -             | 0 / 41 636                | 1             |
| 1985 | 10.º          | 2 311         | 0,05 / 100,00 | 0,06          | 0 / 305        | Estável       | 0 / 1 975     | Estável       | 0 / 6 672              | Estável       | 0 / 31 941                | Estável       |
| 1989 | Não concorreu | Não concorreu | Não concorreu | Não concorreu | Não concorreu  | Não concorreu | Não concorreu | Não concorreu | Não concorreu          | Não concorreu | Não concorreu             | Não concorreu |
| 1993 | Não concorreu | Não concorreu | Não concorreu | Não concorreu | Não concorreu  | Não concorreu | Não concorreu | Não concorreu | Não concorreu          | Não concorreu | Não concorreu             | Não concorreu |
| 1997 | Não concorreu | Não concorreu | Não concorreu | Não concorreu | Não concorreu  | Não concorreu | Não concorreu | Não concorreu | Não concorreu          | Não concorreu | Não concorreu             | Não concorreu |
| 2001 | Não concorreu | Não concorreu | Não concorreu | Não concorreu | Não concorreu  | Não concorreu | Não concorreu | Não concorreu | Não concorreu          | Não concorreu | Não concorreu             | Não concorreu |
| 2005 | Não concorreu | Não concorreu | Não concorreu | Não concorreu | Não concorreu  | Não concorreu | Não concorreu | Não concorreu | Não concorreu          | Não concorreu | Não concorreu             | Não concorreu |
| 2009 | Não concorreu | Não concorreu | Não concorreu | Não concorreu | Não concorreu  | Não concorreu | Não concorreu | Não concorreu | Não concorreu          | Não concorreu | Não concorreu             | Não concorreu |
| 2013 | Não concorreu | Não concorreu | Não concorreu | Não concorreu | Não concorreu  | Não concorreu | Não concorreu | Não concorreu | Não concorreu          | Não concorreu | Não concorreu             | Não concorreu |
| 2017 | Não concorreu | Não concorreu | Não concorreu | Não concorreu | Não concorreu  | Não concorreu | Não concorreu | Não concorreu | Não concorreu          | Não concorreu | Não concorreu             | Não concorreu |

| Freguesias | 1979   | 1979 |
| ---------- | ------ | ---- |
| Alfarelos  | 1 / 13 | 4.º  |